# Cantó de Royan-Oest
El cantó de Royan-Oest és un cantó francès del departament del Charente Marítim, al districte de Rochefort. Té sis municipis i part del de Royan.

## Municipis
- Breuillet
- L'Éguille
- Mornac-sur-Seudre
- Royan (part)
- Saint-Palais-sur-Mer
- Saint-Sulpice-de-Royan
- Vaux-sur-Mer

| Data d'elecció                           | Identitat         | Partit           | Qualitat |
| ---------------------------------------- | ----------------- | ---------------- | -------- |
| 1967-1992                                | Jean de Lipkowski | UDR, després RPR |          |
| 1992-                                    | Michel Servit     | RPR, després UMP |          |
| les dades anteriors no són pas conegudes |                   |                  |          |
|                                          |                   |                  |          |

| A partir de 1990: Població sense dobles comptes |